# 魯巴尼夫
50°51′15″N 33°4′16″E / 50.85417°N 33.07111°E
魯巴尼夫（烏克蘭語：Рубанів），是烏克蘭北部的村莊，隸屬切爾尼希夫州的普里盧基區。該村面積0.71平方公里，海拔高度177米，2001年人口24，人口密度每平方公里33.9人。